# Lars Johan Sundell
Lars Johan Sundell, kallad Lasse i Svarven, född 12 september 1874 i Sunds församling, Östergötlands län, död 11 september 1923 i Västerviks församling, Kalmar län, var en svensk spelman och riksspelman.

## Biografi
Lars Johan Sundell föddes 1874 i Sunds församling. Sundell deltog vid Riksspelmansstämman på Skansen 1910.

## Upptecknade låtar
- Flötaretrallen.
- Visa "Jag är ett lam bland vilda djur".
- Vals efter smeden Pelle i Becksmälla.
- Polska från Östergötland.
- Polska.